# ال‌اچ‌اس ۴۷۵ بی
ال‌اچ‌اس ۴۷۵ بی (انگلیسی: LHS 475 b) یک سیاره زمین‌سان است که به دور ستاره ال‌اچ‌اس ۴۷۵ که حدود ۴۰٫۷ سال نوری از منظومه شمسی فاصله دارد، در صورت فلکی هشتک می‌چرخد. ال‌اچ‌اس ۴۷۵ بی نخستین سیاره فراخورشیدی بود که وجود آن توسط تلسکوپ فضایی جیمز وب تأیید شد.
این سیاره مدار خود به دور ستاره‌اش را هر ۲ روز یکبار کامل می‌کند و قطر آن ۹۹ درصد قطر زمین است. همچنین از نظر شعاع یکی از شبیه‌ترین سیاره‌های فراخورشیدی تاکنون کشف شده به زمین است.